# Florimond Cornellie
Florimond Joseph Cornellie (* 1. Mai 1894 in Antwerpen; † 1978) war ein belgischer Segler.

## Erfolge
Florimond Cornellie, der für den Royal Yacht Club Oostende segelte, wurde 1920 in Antwerpen bei den Olympischen Spielen in der 6-Meter-Klasse nach der International Rule von 1907 Olympiasieger. Er war neben Frédéric Bruynseels Crewmitglied der Edelweiß II, Skipper war sein Vater Émile Cornellie. In drei Wettfahrten hatte die Edelweiß II drei Konkurrenten und belegte in der ersten und dritten Wettfahrt jeweils den zweiten sowie in der zweiten Wettfahrt den ersten Platz. Mit fünf Gesamtpunkten schloss Cornellie die Regatta auf dem ersten Platz vor den beiden norwegischen Booten Marmi und Stella ab.